# Can Roca (Esparreguera)
Can Roca és un edifici del municipi d'Esparreguera (Baix Llobregat) inclòs en l'Inventari del Patrimoni Arquitectònic de Catalunya.
És una antiga masia conformada per diferents cossos al voltant d'un pati central. De la masia només queden les cavallerisses i les dependències.